# Yuki Yamada
Yuki Yamada (Japans: 山田 勇樹, Yamada Yūki) (Fukuoka, 24 juli 1983) is een Japanse darter die toernooien van de Professional Darts Corporation speelt.

## Carrière
In 2015 was Yamada een van de acht Japanse qualifiers die speelden in de Japan Darts Masters. Hij verloor met 6-2 van Gary Anderson.
Daarna vertegenwoordigde hij Japan samen met Haruki Muramatsu in de World Cup of Darts 2017.  Ondanks een voorsprong van 3-1 verloren de Japaners met een uitslag van 5-3 van het Spaanse duo, bestaande uit Cristo Reyes en Toni Alcinas.
Yamada wist in 2019 zijn eerste PDC-titel te winnen. In de finale van evenement 10 van de PDC Asian Tour, dat plaatsvond in Hongkong, versloeg hij Paul Lim met 5-4.
In 2020 nam Yamada deel aan het PDC World Darts Championship en wist in de eerste ronde met 3-1 in sets te winnen van Ryan Meikle. In de tweede ronde verloor hij van Darren Webster. Tijdens de World Cup of Darts vormde hij dat jaar samen met Seigo Asada het Japanse duo. Ze verloren in de eerste ronde van de Schotten John Henderson en Robert Thornton.
Tijdens het PDC World Darts Championship 2022 verloor de Japanner in de eerste ronde van Callan Rydz.
In 2023 nam hij deel aan de inaugurele editie van de Bahrain Darts Masters, dat onderdeel uitmaakte van de World Series of Darts. In de eerste ronde was Raymond van Barneveld met 6-2 te sterk.

## Resultaten op Wereldkampioenschappen

### PDC
- 2020: Laatste 64 (verloren van Darren Webster met 0-3)
- 2022: Laatste 96 (verloren van Callan Rydz met 0-3)